# シャコム
シャコム（Chacom）はフランスのパイプメーカーである。

## 概要
シャピュイ=コモイ社が経営している。
伝統的な製法を守り、パイプを製造・販売するシャコムは、今日でも伝統と創造、革新を兼ね備えたフランス最大のブランドである。シャコム・パイプは40カ国以上で販売されている。
日本での販売元は「柘製作所」

## 歴史
- 1825年 ブライヤーウッドが発見されるずっと以前、コモイ家はサン=クロードに近いアヴィニョンの小さな村でパイプを製造していた。
- 1850年 ブランド創設者アンリ・コモイが誕生。
- 1856年 ブライヤーウッド、特にパイプ製造に必要な特殊処理を発見。サン=クロードがブライヤー・パイプ製造発祥の地となり、パイプ製造の世界的な中心地となる。
- 1870年 スイスで捕虜となったアンリ・コモイが従兄弟のシャピュイ家と出会い、組合設立を思い立つ。
- 1879年 アンリ・コモイがサン=クロードの技術者数名とともにロンドンに移住し、イギリス初のパイプ工場を設立。サンクロードの工場からブライヤーウッドとパイプボウルを供給される。
- 1922年 第一次世界大戦後、コモイとシャピュイの提携が実現し、サン=クロード工場はシャピュイ・コモイ社となる。
- 1924年 アンリ・コモイ死去。息子のポールとアドリアンが、従兄弟のエミールとルイ・シャピュイの協力を得て、サン=クロードとロンドンの工場の指揮を執る。
- 1928年 ロンドンでパイプの自社生産が可能になり、サン=クロード工場を発展させるため、コモイ家とシャピュイ家の最初の3文字を使用したブランド「シャコム（CHACOM）」が誕生。1939年まで、シャコムはフランス、ベルギー、スイスでのみ販売され、同じ形と品質を持つコモイのパイプと競合しないようにしていた。
- 1932年 世界経済危機がサン=クロードに押し寄せる。この難局を乗り切るため、シャピュイ・コモイ社はラ・ブリュイエール社という別の会社と合併し、450人の従業員を擁する世界最大のパイプ会社を設立する。ブライヤー・ブロックを乾燥小屋から工場に運ぶために大型トラックが必要になった。
- 1945年 第二次世界大戦後、シャコムは全商業的自由を獲得し、完全で近代的なパイプ製品シリーズを発売。
- 1946年 シャコムがフランスとベルギーの主要ブランドとなる。
- 1947年 - 1948年 シャコムはスカンジナビア、ドイツ、そしてアメリカでシェア一位になる。
- 1957年 シャコムブランドの商業的優位性に直面し、ラ・ブリュイエール社はシャピュイ・コモイ社に社名を戻す。
- 1964年 アドリアン・コモイ死去。息子のピエールがロンドンで後を継ぐ。REED氏がサンクロードの会長兼社長に就任。
- 1965年 フランス発のパイプブランドとして日本初進出。
- 1971年 ロンドンのコモイ社から独立し、ピエール・コモイの従兄弟にあたるイヴ・グレナールがシャピュイ・コモワ社の経営を引き継ぐ。
- 1978年 独立のフリーハンドパイプ職人、ピエール・モレル（Pierre Morel）がシャコムのために完全ハンドメイドのシャコム・グランクリュを作る。彼はフリーハンド・シェイプの「ナジャ」と「フルール・ド・ブリュイエール」の生みの親である。
- 1987 ピエール・モレルがシャピュイ-コモイ社に正社員として入社。
- 1994 シャピュイ・コモイ、ROPP社を統合。
- 1996 最初のデザインパイプ Chacom Volute、クロード・ロバンとの共同開発。
- 1997 ロシアおよび東欧諸国にフランス製パイプを初めて輸出
- 1998年 シャコム・ヴォリュート2号発売
- 1999年 パイプ産業発展のため、パイプ・トレード・アソシエーションが当局と契約を締結。その一環として、新しいパステル・コレクション、特にチャコムのためのヘド（HEDO）とシクレード（CYCLADE）を創作したデザイナーと協力。
- 2001年 イヴ・グレナールがシャコムのためにミレニアム（MILLENIUM）ラインをデザイン。
- 2002年 中国で販売開始。
- 2003年 エルヴィン・ヴァン・ハンデンホーフェンが、黒または真珠層をインサートした新たなデザインラインを発表。